# Dolapex amiculus
Dolapex amiculus é uma espécie de gastrópode da família Helicarionidae.
É endémica de Ilha Norfolk.